# Brachycephalus boticario
Brachycephalus boticario es una especie de anfibios de la familia Brachycephalidae.

## Distribución geográfica y hábitat
Es endémica del estado de Santa Catarina (Brasil). Su rango altitudinal oscila entre 755 y 795 m s. n. m..